# YUBA liga 1997-1998
La YUBA liga 1997-1998 è stata la sesta edizione del massimo campionato jugoslavo di pallacanestro maschile. La vittoria finale è stata ad appannaggio della Stella Rossa Belgrado.

## Regular season
|     | Squadra               | G  | V  | P  | PF    | PS    | Pt. | Qualificazione |
| --- | --------------------- | -- | -- | -- | ----- | ----- | --- | -------------- |
| 1.  | Partizan Belgrado     | 26 | 24 | 2  | 2.226 | 1.850 | 50  | playoff        |
| 2.  | Budućnost Podgorica   | 26 | 24 | 2  | 2.128 | 1.846 | 50  | playoff        |
| 3.  | Stella Rossa Belgrado | 26 | 19 | 7  | 2.168 | 1.966 | 45  | playoff        |
| 4.  | Iva Zorka Farma Šabac | 26 | 16 | 10 | 1.951 | 1.846 | 42  | playoff        |
| 5.  | FMP Železnik          | 26 | 15 | 11 | 1.944 | 1.920 | 41  | playoff        |
| 6.  | Lovćen Cetinje        | 26 | 14 | 12 | 1.739 | 1.759 | 40  | playoff        |
| 7.  | Beobanka Belgrado     | 26 | 14 | 12 | 1.777 | 1.693 | 40  | playoff        |
| 8.  | Radnički Belgrado     | 26 | 13 | 13 | 1.926 | 1.938 | 39  | playoff        |
| 9.  | Beopetrol Belgrado    | 26 | 11 | 15 | 1.992 | 1.997 | 37  |                |
| 10. | Spartak Subotica      | 26 | 10 | 16 | 1.964 | 1.993 | 36  |                |
| 11. | OKK Belgrado          | 26 | 10 | 16 | 2.102 | 2.263 | 35  |                |
| 12. | Borovica Ruma         | 26 | 6  | 20 | 1.886 | 2.109 | 32  |                |
| 13. | Vojvodina Novi Sad    | 26 | 5  | 21 | 1.732 | 1.897 | 31  | retrocesse     |
| 14. | Mornar Bar            | 26 | 1  | 25 | 1.617 | 2.075 | 26  | retrocesse     |

## Playoff
| YUBA liga 1997-1998    |
| ---------------------- |
| Stella Rossa 3º titolo |

## Formazione vincitrice
| N° | Naz.                  | Ruolo | Sportivo            |  | Alt. |  |
| -- | --------------------- | ----- | ------------------- |  | ---- |  |
|    | Jugoslavia (bandiera) | G     | Igor Perović        |  | 194  |  |
|    | Jugoslavia (bandiera) |       | Vojkan Benčić       |  |      |  |
|    | Jugoslavia (bandiera) | G     | Igor Rakočević      |  | 191  |  |
|    | Jugoslavia (bandiera) | C     | Jovo Stanojević     |  | 208  |  |
|    | Jugoslavia (bandiera) | G     | Zlatko Bolić        |  | 194  |  |
|    | Jugoslavia (bandiera) | AG    | Milenko Topić       |  | 204  |  |
|    | Jugoslavia (bandiera) | G     | Vladimir Kuzmanović |  | 198  |  |
|    | Jugoslavia (bandiera) | A     | Oliver Popović      |  | 200  |  |
|    | Jugoslavia (bandiera) |       | Dejan Mišković      |  |      |  |
|    | Jugoslavia (bandiera) | C     | Željko Topalović    |  | 206  |  |
|    | Jugoslavia (bandiera) | All.  | Mihailo Pavićević   |  |      |  |